# Flatiron School
Flatiron School es una organización educativa fundada en 2012 por Adam Enbar y Avi Flombaum. La organización tiene su sede en Nueva York y se dedica a la enseñanza de ingeniería de software, programación, ciencia de datos, diseño de interfaces (UI) y experiencia de usuario (UX). En 2017, la compañía fue denunciada por difundir información errónea sobre el potencial salario de sus graduados. En 2017, fue absorbida por WeWork y comenzó su expansión abriendo campus en otras ciudades de los Estados Unidos y Europa.